# Kryzys (album Hańba!)
Kryzys – czwarty album studyjny krakowskiego zespołu Hańba! wydany 1 maja 2023 przez wydawnictwo Antena Krzyku przy wsparciu wytwórni Karoryfer Lecolds.

## Lista utworów
Opracowano na podstawie materiału źródłowego.
| Nr  | Tytuł utworu                                       | Długość |
| --- | -------------------------------------------------- | ------- |
| 1.  | „Za mało”                                          | 1:12    |
| 2.  | „Refleksja”                                        | 2:01    |
| 3.  | „Wiersz wigilijny”                                 | 2:39    |
| 4.  | „Praca”                                            | 2:35    |
| 5.  | „20 miljonów”                                      | 3:32    |
| 6.  | „Przemsza”                                         | 3:28    |
| 7.  | „Fabryka na cymencie stoi” (gość. Maniucha Bikont) | 3:22    |
| 8.  | „Zagłębie Dąbrowskie”                              | 2:55    |
| 9.  | „Czerwone i czarne”                                | 3:28    |
| 10. | „Cjankali” (gość. Sutari)                          | 3:56    |
| 11. | „Za dużo”                                          | 1:16    |
|     |                                                    | 30:24   |

## Twórcy
- Ignacy Woland (naprawdę: Jakub Lewicki)
- Antoni Skwarło (naprawdę: Sebastian Kaszyca)
- Andrzej Zamenhof (naprawdę: Andrzej Zagajewski)
- Tadeusz Król (naprawdę: Wojciech Wędzicha)[2]